# Ulica Ogrodowa w Zamościu
Ulica Ogrodowa – ulica Zamościa, która jest jedną z głównych ulic Nowego Miasta (dawniej Nowej Osady), będącą jednojezdniową drogą. Kończy się ona tuż za mostem nad Łabuńką.

## Historia
Ulica ta powstała w 2. ćw. XIX wieku jako połączenie centrum Nowej Osady z pobliskimi zabudowaniami mieszkalnymi.

### Nazwa
Ulica ta otrzymała obecną nazwę w latach 20. XX wieku. Nazywana była też ul. Rzymską, co najprawdopodobniej wzięło się od figury św. Michała Archanioła.

## Obecnie
Obecnie ulica stanowi jedno z licznych połączeń ul. Partyzantów i centrum Nowego Miasta z ul. L. Waryńskiego łącząc pośrednio z ul. Krasnobrodzką (stanowi tym samym dojazd do drogi wylotowej w kierunku Krasnobrodu). Ulicę otaczają głównie osiedla jednorodzinne, brak tutaj obiektów usługowych poza tymi, które są skoncentrowane wokół Nowego Rynku. Na działce przy jednym z prywatnych budynków przy ul. Ogrodowej można zauważyć figurę św. Michała Archanioła z XVIII wieku, jaka dawniej trafiła tu z Bramy Szczebrzeskiej na Starym Mieście.